# Thekla Resvoll
Thekla Susanne Ragnhild Resvoll (Kristiania, 22 de maig de 1871 - Oslo, 14 de juny de 1948) va ser una botànica noruega, pionera en educació d'història natural i conservació de la Naturalesa de Noruega, juntament amb la seva germana, Hanna Maria Resvoll-Holmsen. Es va casar amb el seu cunyat, l'enginyer de mines Andreas Holmsen (1869-1955). Va ser la tercera dona a convertir-se en un membre de l'Acadèmia Noruega de Ciències i Lletres.
Thekla era originària de Vågå. Va treballar com a infermera en una llar de classe alta a Estocolm, abans de començar estudis d'història natural a la Universitat Real Federico en Cristiania, en 1894. Es va convertir en una adepte del professor de botànica, Axel Blytt i, després de la seva graduació en 1899, es va fer professor associat al Laboratori de Botànica el 1902.
Va obtenir el doctorat el 1918, defensant la tesi titulada On Plants Suited to a Cold and Short Summer, on va presentar estudis sobre les adaptacions de plantes alpines a ambients inhòspits. Aquests estudis es basaven en una visió warmingiana de la naturalesa, basats en observacions minucioses dels individus vegetals, la seva propagació clonal i la reproducció sexual, perenniació, etc. Això ja significava una ecologia de poblacions vegetals, abans encara de generar-se la pròpia disciplina.
Entre 1923 a 1924, Thekla va fer una visita a Java i al Jardí Botànic de Buitenzorg. Va estudiar arbres de la família de les Fagàcia de la flora de Java. Va trobar que tenien brots d'hibernació, i ho va interpretar com un tret innecessari - un rudiment de la seva temperatura originària. Va romandre en el Laboratori de Botànica fins al seu retir el 1936. Les seves classes de botànica van tenir un impacte en generacions d'estudiants noruecs. També va escriure un text sobre botànica per a alumnes de mitjana.
Al costat de la seva carrera acadèmica, Thekla va participar en el moviment de la igualtat de les dones a Noruega, com per exemple el Sufragi femení. Va ser dirigent de l'organització noruega Club d'Estudiants Dones i de la junta directiva del moviment del sufragi femení (Kvinnestemmeretsforeningen).
Va morir el 1948 a Oslo.

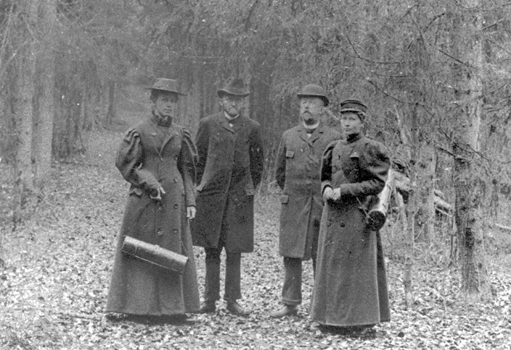
Esquerra a dreta: Asta Lundell, Ove Dahl, Axel Blytt i Thekla Resvoll amb 28 anys, ca. 1898
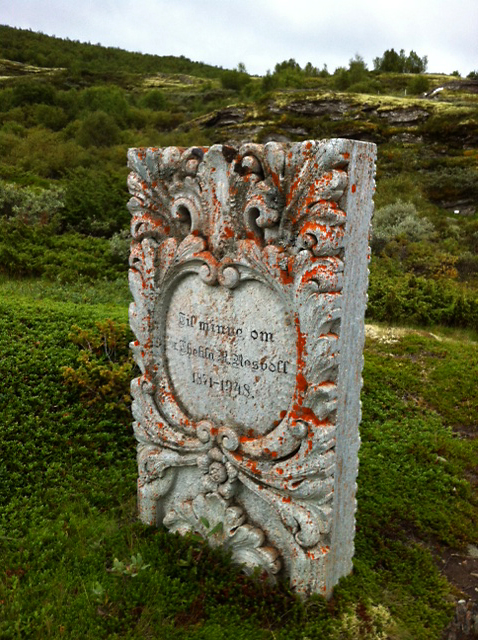
Pedra commemorativa en el Jardí botànic de Kongsvoll, Dovre. Inscripció: "A la memòria de Thekla Resvoll 1871-1948